# Sonettenkranz
Ein Sonettenkranz (ital. und engl. corona) ist eine streng geregelte Form eines aus mehreren Sonetten geflochtenen Gedichtzyklus. Er besteht aus 14 + 1 Einzelsonetten, wobei die letzte Zeile des ersten Sonetts zugleich der ersten Zeile des zweiten Sonetts entspricht, die letzte Zeile des zweiten Sonetts zugleich der ersten Zeile des dritten und so weiter, bis zum 14. Sonett, dessen letzte Zeile wiederum der ersten Zeile des ersten Sonettes entspricht, so dass sich eine Kranzform ergibt. Das 15. Sonett, das sogenannte Meistersonett oder ital. Magistrale, besteht zusammenfassend und in unveränderter Reihenfolge aus allen Anfangs- bzw. Endzeilen der Einzelsonette. Die vollständige Form wurde erstmals im 18. Jahrhundert in der Istoria della Volgar Poesía (1730) von Giovan Mario de Crescimbeni beschrieben und gelangte im 19. Jahrhundert als Modeerscheinung nach Deutschland. Ihr erster bedeutender Vertreter in deutscher Sprache war Josef Weinheber.

## Vertreter
- Hartmut Abendschein, Mein letzter Kranz
- Wolfgang Altendorf, u. a. Berlin
- Hubert Baum, Alemanne-Wort
- Johannes R. Becher, Auf Deutschlands Tote im zweiten Weltkrieg
- Ludwig Bechstein, u. a. An den Mond
- Hans Georg Brenner, Sonette eines Sommers III
- August Czurda, u. a. Dürerbilder
- Manfred Diedrichs, Arbeitswelten
- Paul Fulbrecht, Pommerscher Psalter
- Mathias Göritz, Automobile
- Norbert G. Gramer, Sonettenkränze des Unseins
- HEL, Sonettenlage zum Knarz der Nation[2]
- Nicolai Kobus, amabilis insania. thema mit variationen
- Thomas Krüger, Robinson Crusoe
- Thomas Kunst, u. a. Die Arbeiterin auf dem Eis
- Brigitte Lange, Weinmond
- Jan Lindner, u. a. Die Siedlung am Fluss[3]
- Eleonore Lorenz, u. a. Gesetz ist alles
- Hanns Meinke, u. a. Das Haus des Lebens
- Margarete Müller-Henning, u. a. Die Brücke trägt
- Ralf Peter, Ein Sonettenkranz
- Ilja Leonard Pfeijffer: GIRO GIRO TONDO, een obsessie[4]
- Marion Poschmann: Die Große Nordische Expedition in 15 Dioramen, in Nimbus (2020)
- France Prešeren, Sonettenkranz
- Thomas Rackwitz, u. a. in halle schläft der hund beim pinkeln ein, im traum der dich nicht schlafen lässt
- Ulrich Reinhardt, Der alte Korporal[5]
- Nicola Schalley, Wachen[6]
- Dirk Schindelbeck, u. a. "sollbruchstelle, große wortmaschine" (zugleich ein Stück Konkrete Poesie) [7]
- Arno Schmidt, Lillis Sonettenkranz[8]
- Karl Ludwig Schneider, Die frohe Botschaft vom Tode
- Gerhard Schumann, Einer im Jahrtausend
- Torsten Staude, Heidnischer Sonettenkranz[9]
- Friedrich Storck, Jahreszeiten[10]
- Wilhelm Tangermann, Philosophie und Poesie
- Volker von Törne, u. a. Halsüberkopf: Arkadische Tage[11]
- Frank Unfug, Sonettenkranz für meinen Vater[12]
- Markus Veith, Pandaimonia
- Jan Wagner, Görlitz
- Josef Weinheber, u. a. Von der Kunst und vom Künstler
- Gabriella Wollenhaupt, u. a. Eros[13]
- ZaunköniG (Dirk Strauch), u. a. Medusa[14]